# RD-0146
RD-0146是俄罗斯第二代上面级氢氧火箭发动机。

## 历史
1999年，赫鲁尼肖夫要求KBKhA开发RD-0146U发动机，用于质子-M与安加拉火箭。这个项目得到了美国洛克达因公司的参与资助。2000年4月7日，洛克达因的母公司普惠与俄罗斯化学自动化设计局签署排他性国际市场基本营销协议。
2009年，俄罗斯空间署选择RD-0146为Rus-M运载火箭上面级。

## 描述
RD-0146是俄罗斯第一种采取膨胀循环的氢氧机。还使用了扩展喷嘴，没有再生冷却。能多次点火。在两个平面上可以推力控制。研发者称，不使用燃气发生器保障了多次点火的可靠性。 室压高达8MP。
工作原理：液氢经预压泵和主泵两次加压后先被用于燃烧室和喷管的冷却，气化后先全部用于依次推动氧泵与氢泵(125000r/min），然后再分为两路：较大的一路直接进入燃烧室；较小的一路先推动氢预压泵后进入滚控喷管用于滚控。液氧经预压泵和主泵加压后分为两路，较大的一路直接进入燃烧室；较小的一路用于驱动氧预压泵，然后合并进氧预压泵后的液氧流，再次进入主氧泵。